# 瑞莎
瑞莎（1985年2月21日—），中文名李瑞莎，本名拉瑞莎·巴庫洛娃（羅馬化：Larisa Bakurova），烏克蘭裔臺灣籍模特兒、電視名人、演員、韻律體操運動員和體操教練。
瑞莎原籍烏克蘭，2013年取得中華民國永久居留證，2016年底取得國籍，2019年1月下旬取得身分證。2023年起帶領瑞星韻律體操協會參加Miss Valentine女子體操世青賽。

## 生平
瑞莎的爸爸是心臟科醫生，是乌克兰人，媽媽是經濟學教授，是希臘人，並有1位弟弟。瑞莎3歲時就開始練艺术體操。6歲時，瑞莎進入基輔知名的德魯希娜體操學校。嗣後取得乌克兰敖德薩州立經濟大學經濟學碩士學位。瑞莎在烏克蘭得到过8次全国艺术體操第一名，也在很多国际比赛中得过奖。瑞莎16歲時因傷中斷體操生涯，成為模特兒，並在米蘭、巴黎、德国、日本、香港及韩国等時裝重鎮走秀、拍广告。並且曾登过《GQ》、《Esquire》、《Marie Claire》、《ELLE》、《Brand》及《Revolution》等杂志封面。並時常出席《Cartier》、《Swarovski》等精品秀。
2008年，瑞莎參演偶像劇《惡作劇2吻》，扮演克莉斯汀。这部偶像剧在亚洲的高收视率让瑞莎成功转型为艺人，各大综艺节目也纷纷邀请瑞莎参加。隔年客串演出偶像劇《桃花小妹》。
2010年，导演杜琪峯选中瑞莎出演《单身男女》，这部戏也让瑞莎在亚洲更多人認識。
2012年，臺灣導演陳映蓉執導的電影《騷人》指定瑞莎擔任女主角阿代兒，該片榮獲2012台北電影節最佳音樂、最佳攝影獎。
2019年，通過國際韻律體操教練的資格考，成為臺灣首位擁有國際資格的韻律體操教練。
2020年，瑞莎創立「瑞星韻律體操協會」培訓臺灣韻律體操選手，並邀請到好友加娜·別茲索諾娃（兩屆夏季奧林匹克運動會藝術體操銅牌得主）擔任客座教練，蒞臺指導小選手。
2021年，和朋友共同創立運動休閒服飾品牌novyy。
2021年11月1日，瑞莎在臉書批評她帶小選手參加全國韻律體操錦標賽時發現場地無軟墊導致小選手受傷，且練習時間過短，又質疑比賽評分機制與國際賽有落差以及裁判選任的公平性。對此中華民國體操協會秘書長李振興表示賽前有告知教練場地情況，縮減練習時間是考量參賽選手眾多並因應COVID-19疫情，至於找部分教練出任裁判是因為裁判人數不足，不會出現教練幫自己隊伍評分的情況。
2021年12月28日《鏡周刊》雜誌質疑瑞莎及瑞星韻律體操協會給表演者的費用過少，惡意挖角，訂定不合理的合約，協會帳目不明等問題。對此瑞星韻律體操協會回應表演扣除成本並無利潤可言，且支付給表演者的費用也高於一般水準，合約很合理，協會也沒有帳目不明，一切資訊皆可公布。

## 個人生活

### 婚姻
瑞莎曾經有過一段婚姻，當時的她和前夫認識一個禮拜就決定結婚，但這段婚姻僅維持3個月。

2015年3月3日瑞莎答應交往了5年鞋業小開男友Mike求婚。

 2015年7月她與Mike在峇里島完成婚禮
 同年11月27日登記結婚。
 2016年產下第一胎長女。
 2022年產下第二胎次女。

### 歸化取得中華民國國籍
2013年，瑞莎取得中華民國永久居留證。
2016年，內政部始介入協助瑞莎辦理歸化取得中華民國國籍程序。此亦係內政部首次受理烏克蘭籍人士申請歸化案件，惟烏克蘭不承認中華民國是國家，中華民國無法根據《國籍法》為瑞莎辦理歸化，需瑞莎依規定向烏克蘭政府申請放棄國籍，內政部將此案委請外交部查證，經查瑞莎有取得烏克蘭政府文件證明放棄國籍後，始能許可其歸化。同年11月25日瑞莎提出歸化申請獲內政部許可，成為臺灣地區無戶籍國民。
2017年8月14日，瑞莎向烏克蘭政府申請放棄國籍完成。於2019年1月23日取得臺灣地區定居證，並於翌日完成初設戶籍登記、取得中華民國國民身分證，成為臺灣地區有戶籍國民。

## 演出作品

### MV
- 黃立行《我是你的誰》
- 羅志祥《機器娃娃》
- 邰正宵《藍色貝殼》
- 劉畊宏《心靈交戰》
- 周杰倫《迷迭香》
- 林宥嘉《病態》
- 許志安 《如果，如果，》
- 何维健《咬字》
- 吳建豪 《命定》
- 周傳雄 《離開昨天》

### 电视剧
| 年份 | 頻道       | 劇名       | 角色           | 備註 |
| ---- | ---------- | ---------- | -------------- | ---- |
| 2007 | 中視、八大 | 惡作劇2吻  | 克莉絲汀       |      |
| 2009 | 華視       | 敲敲愛上你 | 趙冠希的前女友 |      |
| 2009 | 中視、八大 | 桃花小妹   | 古代美女       |      |
| 2015 | 中視、中天 | 超級大英雄 | 徐菲           |      |

### 电影
| 年份 | 片名     | 飾演角色 | 導演   |
| ---- | -------- | -------- | ------ |
| 2011 | 單身男女 | Angelina | 杜琪峯 |
| 2011 | The Hole |          |        |
| 2012 | 騷人     | 阿代兒   | 陳映蓉 |

## 出版作品

### 書籍
- 2012年 《啾!瑞莎 CEM CEM 寫真集》 出版社: 啟動文化 ISBN 9789868807532
- 2014年 《無敵正妹拍照術－心機拍照不傳秘技》 出版社: 資料夾文化出版事業有限公司 ISBN 9789866010958

## 代言
- 2009年 《船井低週波 Funcare》
- 2010年 《菲洛米娜 Feilo mina》
- 2010年 《麻將黑澀會 Mah Jong Online》
- 2010年 《Sophie & Sam》
- 2011年 《魔界 II ONLINE》
- 2011年-2014年 《婕洛妮絲》彩妝
- 2012年 《極光世界 ONLINE》
- 2012年 《Pampered Girl》
- 2012年-2014年 《SUGAR MELON》鞋品
- 2014年 《台中F1》房地產
- 2014年 《詩丹麗》手錶

## 外部連結
- 瑞莎的Facebook專頁
- 瑞莎的Instagram帳戶
- 瑞莎的新浪微博
- 多利安演藝經紀公司
- 瑞莎在香港影庫上的簡介